# À la flamme des fouets
À la flamme des fouets est une œuvre de la compositrice français Michèle Reverdy, composée en 1973.

## Contexte et création
Michèle Reverdy compose À la flamme des fouets sur un texte de Paul Éluard pour le concours d'entrée dans la classe de composition d'Olivier Messiaen au Conservatoire national supérieur de musique et de danse de Paris. L'œuvre, d'une durée de huit minutes, pour soprano, flûte, piano, xylophone, temple-blocs et violoncelle, est jouée par les camarades instrumentistes de la compositrice, dirigés par Jacques Mercier, alors en classe de direction. L'œuvre est encore inéditée.